# Arreglo de Madrid (1891)
El Arreglo de Madrid relativo al Registro Internacional de Marcas (Arreglo o Sistema de Madrid) es un acuerdo de 1891 entre varios países, por el que, las marcas nacionales de un conjunto de estados son protegidas en otro conjunto de estados. El acuerdo fue revisado en los años 1900, 1911, 1925, 1934 y 1957. En 1967 tuvo lugar una revisión importante en Estocolmo.
Los idiomas oficiales en los que se puede presentar el registro son español, francés e inglés. Salvo que la oficina de origen limite la entrega del registro a uno o dos de esos idiomas. El Arreglo de Madrid se administra desde la Organización Mundial de la Propiedad Intelectual (OMPI) en Ginebra y todos los honorarios correspondientes se abonan en francos suizos. En el año 2007 se contabilizaron 38.471 peticiones de registro.

## Procedimiento para el registro internacional de marcas
Para usar el Sistema de Madrid se han de seguir determinados procedimientos:
1. Tener inscrita una marca nacional en la oficina nacional correspondiente, por ejemplo DPMA. Esta marca será considerada como marca básica o de iniciación.
2. Realizar la solicitud en la oficina nacional de marcas, mencionando los países a los que se ceñirá.
3. Remisión de la solicitud desde la oficina nacional a la OMPI.
4. Publicación sin comprobación de la marca desde la OMPI en el listado de marcas Les Marques internacionales.
5. Remisión de la solicitud desde la OMPI a las oficinas de marcas nacionales de aplicación y comprobación a través de ellas de si existe algún impedimento a dicha protección.
6. En caso de que no exista ningún impedimento, la marca disfrutará de protección internacional, de manera idéntica a cualquier otra marca nacional, en los países a los que aplique.

El Sistema de Madrid simplifica de esta manera la costosa y pesada tarea de realizar solicitudes paralelas en la mayoría de las oficinas nacionales de marcas. Además, para la renovación de la marca en todos los países en los que se ha obtenido protección solo es necesario realizar un único trámite y pagar una sola tasa, lo que facilita la gestión de la cartera de marcas.
El registro internacional de la marca se puede eliminar en los primeros cinco años, siempre y cuando la marca base ya no disfrute de ninguna protección. Las marcas con registro internacional disfrutan de una protección de 20 años, transcurridos los cuales se pueden renovar por otros 20 más, abonando las tasas correspondientes.

## Protocolo adicional del Arreglo de Madrid
En 1989 se firmó un protocolo adicional al Arreglo de Madrid. Dicho protocolo tiene entidad propia y complementa al acuerdo de Madrid. Los estados, incluso los ya miembros, tienen que firmar de manera separada este protocolo. El conjunto de estados que han aprobado ambos acuerdos reciben el nombre de Asociación de Madrid.
Las organizaciones también pueden unirse al protocolo, como por ejemplo la Unión Europea. De esta manera se combina el protocolo usado en el registro internacional de la marca con el sistema del mercado europeo. Sobre una marca con registro internacional, también se puede conseguir un registro comunitario. El protocolo simplifica el proceso de registro de la marca internacional; por ejemplo, se puede realizar la solicitud internacional al realizar la solicitud nacional. Los términos y periodos de protección son también mayores.

## Miembros del Arreglo de Madrid y del Protocolo del Arreglo de Madrid
Hasta el 3 de mayo de 2024, el Arreglo de Madrid poseía los siguientes estados miembrosː
| Arreglo de Madrid relativo al Registro Internacional de Marcas | 55 Estados  |
| Protocolo del Arreglo de Madrid                                | 115 Estados |
| Asamblea de la Unión de Madrid                                 | 115 Estados |

## Ventajas
El Sistema de Madrid permite presentar una única solicitud internacional para el registro de una marca en un solo idioma y pagar un conjunto unificado de tasas en una sola moneda, para solicitar simultáneamente la protección de la marca en varios territorios que cubren más del 80% del comercio mundial. La gestión del portafolio internacional de marcas se realiza de manera centralizada y en formato digital a través de la OMPI.  Como resultado, se obtiene un proceso optimizado que ahorra tiempo, reduce costos y la complejidad de presentar solicitudes internacionales, lo cual es especialmente valioso para pequeñas empresas o startups que buscan una rápida expansión.

## Desventajas
Una de las desventajas del Sistema de Madrid es que cualquier rechazo, retirada o anulación de la solicitud base o del registro base dentro de los cinco años a partir de la fecha de registro de la inscripción internacional comportará el rechazo, retirada o anulación del registro internacional en la misma medida. Por ejemplo, si la solicitud base cubre «ropa, sombrerería y calzado», y luego se elimina «sombrerería» de la solicitud base (por cualquier motivo), «sombrerería» también se eliminará de la solicitud internacional. Así, la protección otorgada por el registro internacional en cada jurisdicción miembro indicada se limitará únicamente a «ropa y calzado». Si la solicitud base es rechazada en su totalidad, también se rechazará por completo el registro internacional.  
El proceso de ataque a la solicitud base o al registro base con este fin suele denominarse «ataque central». Según el Protocolo de Madrid, las consecuencias de un ataque central exitoso se pueden mitigar mediante la transformación del registro internacional en una serie de solicitudes en cada jurisdicción indicada en el registro internacional, proceso conocido como «transformación». Aunque la transformación es una opción costosa utilizada como último recurso, la fecha de presentación de las solicitudes obtenidas será la fecha de registro del registro internacional.  
El ahorro de costos que normalmente se alcanza al utilizar el Sistema de Madrid puede verse anulado por la necesidad de utilizar agentes locales en la jurisdicción correspondiente en caso de que surjan problemas.